# Dendropemon bahamensis
Dendropemon bahamensis là một loài thực vật có hoa trong họ Loranthaceae. Loài này được Britton mô tả khoa học đầu tiên năm 1920.